# Goodland (Indiana)
Goodland es un pueblo ubicado en el condado de Newton, Indiana, Estados Unidos. Según el censo de 2020, tiene una población de 980 habitantes.

## Geografía
La localidad está ubicada en las coordenadas 40°45′49″N 87°17′43″O / 40.76361, -87.29528 (40.763711, -87.295204). Según la Oficina del Censo de los Estados Unidos, Goodland tiene una superficie total de 1.97 km², correspondientes en su totalidad a tierra firme.

## Demografía
Según el censo de 2020, hay 980 personas residiendo en Goodland. La densidad de población es de 497,46 hab./km². El 90.1% son blancos, el 0.4% son afroamericanos, el 0.3% son amerindios, el 0.1% son isleños del Pacífico, el 1.7% son de otras razas y el 7.3% son de dos o más razas. Del total de la población el 5.6% son hispanos o latinos de cualquier raza.